# نشان ملی (آلبوم)
نشان ملی (انگلیسی: Coat of Arms) پنجمین آلبوم گروه هوی متال و پاور متال سوئدی سبتان است.